# 사이먼 필립스
사이먼 필립스(영어: Simon Phillips, 1957년 2월 6일 ~ )는 영국의 음악가이다.
1993년부터 2014년까지 토토의 드럼 연주자로 활동했다.

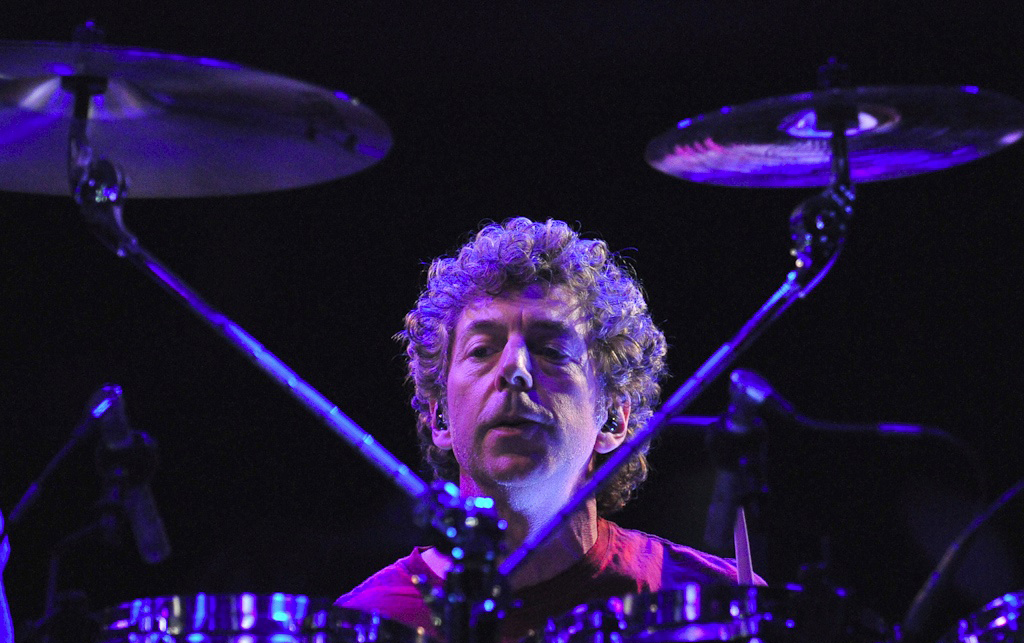
토토 공연에서의 모습 (2009년)